# Szpechotka
Szpechotka, szperhetka – istota demoniczna z wierzeń śląskich.
Był to mały stworek gospodarski pilnujący przestrzegania postu, zwłaszcza w popielec i Wielki Piątek. Kiedy domownik nie przestrzegał postu, szpechotka przychodziła do niego w nocy i wierciła mu świdrem dziurę w brzuchu, aby wydobyć zjedzony pokarm. Wskutek magii osoba ta nie budziła się w międzyczasie, tylko powoli umierała. Rano była już martwa.